# Mihai Maxim
Mihai Maxim (n. 9 noiembrie 1943, Vorniceni, Botoșani - d. 2 august 2017) a fost un istoric român, turcolog, profesor universitar, director fondator al Institutului Cultural  Român „Dimitrie Cantemir” și membru de onoare al Academiei Turce de Istorie.

## Viața și activitatea
Născut la data de 9 noiembrie 1943 în satul Vorniceni din Județul Botoșani, Mihai Maxim a urmat cursurile liceale la Iași. Devine student al Facultății de Istorie din cadrul Universității „Alexandru Ioan Cuza” în anul 1961, urmând ca în 1963 să beneficieze de o bursă ce i-a permis acestuia specializarea în domeniul studiilor orientale în Uniunea Sovietică. Prin intermediul bursei a continuat așadar studiile sale la Facultatea de Studii Orientale a Universității din Baku (Azerbaidjan), ulterior în Moscova, în cadrul Universității Lomonosov, specializându-se sub coordonarea Anei S. Tveritinova în osmanistică. Revine în țara sa natală, unde s-a bucurat de o carieră academică îndelungată. Astfel, în 1968 devine asistent stagiar la Facultatea de Istorie a Universității din București, în 1976 ajungând asistent titular iar mai apoi, lector universitar din 1978, conferențiar din 1990 și profesor universitar din 1993.
Mentorul său pe viață a fost profeosrul Halil Inalcik, sub îndrumarea căruia între 1969-1972 urmase un stagiu de cercetare în Turcia. Începând cu ultimii ani ai secolului trecut a fost pe rând visiting professor la Columbia University (1990-1991), urmând apoi să ajungă la Universitatea din Istanbul (1995-2001) și la Universitatea din Veneția (2002-2003). La rândul său, onorabilul profesor a îndrumat din funcția de coordonator științific pe mulți doctoranzi din diferite țări precum România, Italia, Japonia, Turcia și Iran.

## Opera
Profesorul și-a dedicat cariera științifică studiului relațiilor româno-otomane. Nu este de mirare astfel că peste 100 de titluri poartă semnătura istoricului. Pe baza documentelor inedite din arhivele de la Istanbul aduce numeroase contribuții asupra studiului obligațiilor economice ale Moldovei și Țării Românești față de Imperiul Otoman în a doua jumătate a secolului al XVI-lea.
- Culegere de texte otomane, București, 1974
- Limba turco-osmană. Curs practic, București, 1984, 1993, 1996, 2004
- Țările Române și Înalta Poarta. Cadrul juridic al relațiilor romano-otomane în Evul Mediu, Editura Enciclopedică, București, 1994
- L’Empire Ottoman au nord du Danube et l’autonomie des Principautés Roumaines au XVIe siècle. Ėtudes et documents, Editura Isis, Istanbul, 1999
- Noi documente turcești privind Țările Române și Înalta Poartă (1526-1602), Editura Istros a Muzeului Brăilei, Brăila, 2008
- Documente noi din arhivele turcești, Vol. 1, Brăila, 2016